# Saab 9-3
Saab 9-3 je automobil srednje klase kojeg proizvodi švedski proizvođač automobila Saab. 
Saab 9-3 prve generacije, koji se proizvodio od 1998. do 2002. godine, bio je samo redizajnirani Saab 900. Proizvedeno je 326.370 primjeraka prve generacije, u tri izvedenice, kao limuzina, kupe i kabriolet. U ponudi je bilo ukupno devet motora, od toga sedam benzinskih, snage od 130 do 150 KS i dva dizelska, snage od 115 i 125 KS.  
Druga generacija se na tržištu pojavila početkom 2003. godine, a 2008. je doživjela veći redizajn. Platformu dijeli s Opel Vectrom. Proizvodi se u tri karoserijske izvedbe, kao limuzina i karavan, koji se proizvode u Trollhättanu u Švedskoj te kao kabriolet, koji se proizvodi u Austriji, u tvornici Magna Steyra. U ponudi je također deset General Motorsovih motora, šest benzinskih, snage od 122 do 250 KS, tri dizelska, od 120 do 180 KS, kao i hibridni motor.

## Galerija
- Kabriolet poslije redizajna
- Limuzina prije redizajna
- Karavan

## Vanjske poveznice
- Službena stranica  Arhivirana inačica izvorne stranice od 21. veljače 2009. (Wayback Machine) (hrv.)